# Andrei de Ungaria, Duce de Calabria
Andrei de Ungaria, Duce de Calabria (30 octombrie 1327 - 18 septembrie 1345), a fost primul soț al Ioanei I de Neapole, fiul lui Carol I al Ungariei și fratele lui Ludovic I al Ungariei.

## Primii ani și căsătoria
Andrei a fost al doilea fiu supraviețuitor al regelui Carol I al Ungariei și a celei de-a treia soție, Elisabeta de Polonia. El a fost logodit în 1334 cu verișoara sa, Ioana I de Neapole, nepoata și moștenitoarea regelui Robert de Neapole. Tatăl lui Andrei a fost nepot din partea tatălui cu regele Robert, făcându-i pe Andrei și Ioana membrii ai Casei Capețiene de Anjou.
Pretențiile lui Robert la tron au fost destul de slabe și nu a avut întâietate. Bunicul lui Andrei, Carol Martel de Anjou a murit tânăr, asfel, tronul ar fi trebuit să treacă la tatăl lui Andrei. Cu toate acestea, din cauza temerilor legate de invazia iminentă din Sicilia, s-a considerat că un moștenitor în vârstă de șapte ani ar fi prea riscant și nu ar fi în măsură să dețină invazia departe de țară. Tronul a fost oferit următorului fiu al lui Carol al II-lea al Neapolelui, Ludovic, însă după ce acesta a refuzat din motive religioase i s-a oferit ulterior lui Robert. Pentru a-l recompensa pe tatăl lui Andrei, Carol al II-lea de Neapole a decis să-i atribuie cererile la tronul Ungariei.
Când regele Robert a murit în 1343, în ultimul său testament, a lăsat regatul ca moștenire oficială nepoatei sale Ioana, nefăcând nici o mențiune la Andrei, astfel refuzându-i dreptul de a domni împreună cu Ioana.

## Lupta pentru coroană
Cu aprobarea Papei Clement al VI-lea, Ioana a fost încoronată ca monarh unic în Neapole, în august 1344. Temându-se pentru viața lui, Andrei i-a scris mamei sale, Elisabeta, că va fugi în curând din împărăție. Ea a intervenit și a făcut o vizită de stat, înainte de a reveni în Ungaria, mituindu-l pe Papă să schimbe testamentul și să permită încoronarea fiului ei. Andrei a primit un inel de la mama sa care trebuia să-l protejeze de la moartea prin otravă sau prin sabie, apoi s-a întors cu un sentiment de nesiguranță în Ungaria.

## Crima și urmările
Auzind de inversarea Papei, un grup de conspiratori nobili (implicarea reginei Ioana a rămas nedescoperită), erau determinați să prevină încoronarea lui Andrei. În timpul unei excursii de vânătoare de la Aversa, Andrei și-a părăsit camera în mijlocul nopții, fiind anunțat că sosise un mesaj de mare importanță, picând chiar în mâinile conspiratorilor. Unul dintre conspiratori a blocat ușa în urma lui, în camera in care Ioana dormea. Andrei se apăra cu furie și țipa după ajutor dar în cele din urmă, copleșit de puteri, acesta a fost strangulat cu o funie și aruncat de la fereastră. Isolda, doica lui Andrei, a surprins tot conflictul, a luat trupul prințului și l-a dus în biserica călugărilor, unde a rămas până a doua zi de dimineață. Când cavalerii maghiari au ajuns, Isolda le-a spus totul în limba maternă, astfel încât nimeni să nu înțeleagă ce vorbesc și a părăsit Neapolele pentru a-l informa pe regele Ungariei.
Fapta avea să amenințe restul domniei Ioanei, deși a fost intervievată de două ori, fiind găsită nevinovată. Fratele mai mare a lui Andrei, Ludovic I al Ungariei, a invadat de mai multe ori regatul Ioanei și a alugat-o din regat. În cele din urmă, 37 de ani mai târziu, o rudă de-a lui Ludovic, Carol al III-lea de Neapole, a asasinat-o pe Ioana cu ajutorul maghiarilor. Ea a fost căsătorită de trei ori după moartea lui Andrei.
Andrei și Ioana au avut împreună un fiu, Carol Martel de Anjou (Napoli, 25 decembrie 1345 - 10 mai 1348), care a murit în Ungaria.
Andrei a fost înmormântat în Catedrala din Napoli.